# Julian z Eklanum
Julian z Eklanum (V wiek) – biskup, wczesnochrześcijański pisarz łaciński, uczeń Pelagiusza i gorliwy propagator jego nauczania.

## Działalność
Odebrał staranne wykształcenie w klasycznej retoryce. Na przełomie lat 415/416 został biskupem Eklanum w Italii. W roku 418 wraz z osiemnastu innymi biskupami italijskimi odmówił podpisania dokumentu papieża Zozyma, tzw. Listu-wezwania (list Traktoria), potępiającego pelagianizm. W roku 419 został złożony z urzędu i udał się na zesłanie na Wschód, gdzie zajmował się egzegezą i polemiką z poglądami Augustyna z Hippony. W 429 przebywał razem z Celestiuszem i innymi biskupami, usuniętymi ze swych diecezji za poglądy pelagiańskie, w Konstantynopolu u patriarchy Nestoriusza. Patriarcha nie podzielał poglądów pelagian na temat przekazywania grzechu pierworodnego, jednak okazał im gościnę. Niestety życzliwość i gościnność Nestoriusza obróciła się przeciw nim. Jego poglądy na temat Theotokos, które wyrażał w polemice z Cyrylem Aleksandryjskim, zostały dwa lata później potępione na Soborze Efeskim, a wraz z nimi także poglądy pelagian. W ostatnim okresie swojego życia Julian przebywał w południowej Galii. Zmarł przed 455 rokiem.

## Poglądy
Julian postrzegał naturę ludzką jako doskonałe dzieło Boga. Człowiek degeneruje się jedynie poprzez własne grzechy. To czy będzie święty, czy grzeszny, zależy od jego woli. Natura bowiem ludzka, wraz z wszystkimi władzami, jest dobra – taka, jak i Adama i Ewy. Człowiek może pokierować energiami, które ma sobie, w sposób moralny, albo niemoralny. Różne pożądliwości zmysłowe, np. pragnienie jedzenia czy pożądliwość erotyczna, były dla niego naturalnymi siłami świadczącymi o żywotności i męskości człowieka i nie różniły się niczym od tych sił życiowych, fizycznych i psychicznych, które mieli pierwsi rodzice w raju. Julian, bowiem jak i inni pelagianie, sprzeciwiał się prawdzie o dziedziczności grzechu pierworodnego – grzech Adama i Ewy wpłynął negatywnie jedynie na ich własną naturę, nie dotknął zaś ich potomstwa, które urodziło się jako doskonałe dzieło Boże.

## Pisma
Zachowały się dość duże fragmenty pism polemicznych skierowanych przeciw Augustynowi. Są to:
- Ad Turbantium
- Ad Florum.

Spośród dzieł egzegetycznych przypisuje się Julianowi:
- Komentarz do proroków mniejszych
- Komentarz do Księgi Hioba.

Natomiast przypisywany mu Komentarz do Psalmów jest przekładem na język łaciński dzieła Teodora z Mopswestii.
W mniejszych fragmentach zachowały się listy do Augustyna i fragmenty polemik z nim, które Biskup Hippony obszernie cytował w swoich dwóch dziełach bezpośrednio adresowanych do Juliana:
- Przeciw Julianowi (421) – przekład polski: ks. Wacław Eborowicz, Warszawa 1977 ATK PSP 19, z. 1 s. 236, z. 2 s. 258.
- Niedokończone dzieło przeciwko drugiej odpowiedzi Juliana (429-430).